# 아베 본이치로
아베 본이치로(일본어: 阿部 文一朗, 1985년 4월 2일~)는 일본의 축구인이다.

## 구단 경력
현역 시절 공격수로 활동했으며 시미즈 에스펄스, 사간 도스에서 선수 경력을 보냈다.